# 买买提·赛来
买买提·赛来（1936年9月—），男，维吾尔族，新疆阿图什人，中国伊斯兰教人物，曾任中国伊斯兰教协会副会长，新疆伊斯兰教经学院院长，第八、九、十届全国政协委员。